# Torontálszécsány

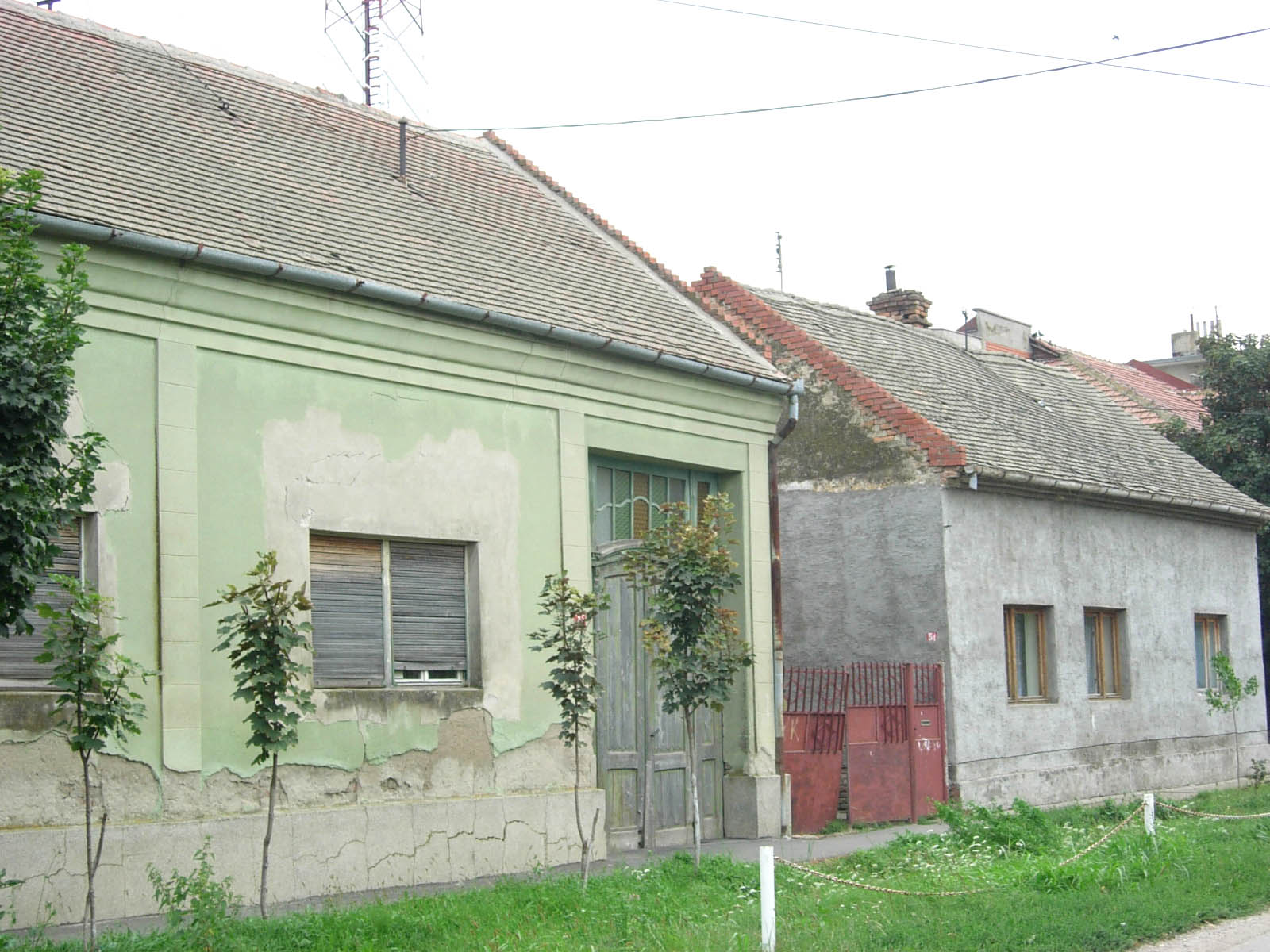
Régi német házak

Torontálszécsány (szerbül Сечањ / Sečanj, németül Setschan vagy Petersheim) falu Szerbiában, a Vajdaságban, a Közép-bánsági körzetben.

## Fekvése
Nagybecskerektől 32 km-re keletre, a Temes mellett fekszik.

## Története
1910-ben 2176 lakosából 1950 német, 152 magyar, 38 cigány, 19 román, 11 szerb, 5 szlovák és 1 horvát volt.
A trianoni békeszerződésig Torontál vármegye Módosi járásához tartozott.
A második világháború végéig abszolút német többségű település volt, majd deportálták a német és a magyar lakosságot és az 1833-ban épült kéttornyú római katolikus templomot is lerombolták.

## Népesség

### Demográfiai változások
| 1948 | 1953 | 1961 | 1971 | 1981 | 1991 | 2002 | 2011 |
| ---- | ---- | ---- | ---- | ---- | ---- | ---- | ---- |
| 2680 | 2862 | 2868 | 2935 | 2747 | 2688 | 2647 | 2107 |

## Külső hivatkozások
- A település története Archiválva 2009. július 19-i dátummal a Wayback Machine-ben
- Donauschwaben Heritage Society (angolul)